# Ipoteză nulă
Ipoteza nulă (adesea notată H0) este o ipoteză de la care se pleacă în cercetarea științifică conform căreia un anumit efect studiat nu există de fapt. Ipoteza nulă poate fi descrisă și ca ipoteza în care nu există nicio relație între două seturi de date sau variabile analizate. Dacă ipoteza nulă este demonstrată a fi adevărată, orice efect observat experimental se datorează exclusiv șansei, de unde și termenul „nul”. În contrast cu ipoteza nulă, se elaborează o ipoteză alternativă (adesea denumită HA or H1), care susține că există o relație între două variabile.